# Хусслайн-Арко, Агнес
Агнес Ху́сслайн, также Агнес Хусслайн-Арко (нем. Agnes Husslein-Arco; род. 22 мая 1954[…], Вена) — австрийский историк искусства; генеральный директор Австрийской галереи Бельведер в 2007—2016 годах.

## Биография
Изучала историю искусства и археологии в Венском университете, Сорбонне и Эколе де Лувр в Париже. В 1981 года открыла австрийский отдел «Сотбис», которым руководила до 2000 года. С 1988 года была также старшим директором отделов «Сотбис» в Будапеште и Праге. В 1990—1998 годах была директором Европейского развития в Музее Соломона Гуггенхайма в Нью-Йорке, с 2000 по 2003 — директор Рупертинума в Зальцбурге, с 2003 по 2005 — директором-основателем Музея модерна в Зальцбурге. В 2002—2004 годах организовала строительство Музея современного искусства Каринтии.
Куратор многих художественных выставок, посвященных классическому модернизма и современному искусству. Автор и редактор научных трудов.

## Основные публикации
- «Ганс Макарт. Художник смысла» (2011)
- «Роден и Вена» (2011)
- «Эгон Шиле. Автопортреты и портреты» (2011)
- «Густав Климт и Эмилия Флеге. Фотографии» (2012)
- «Шедевры Бельведера» (2012)
- «Альфонс Муха» (2014)
- «Эмиль Нольде: яркость и цвет» (2014).